# Pylaisiella kunisawae
Pylaisiella kunisawae är en bladmossart som beskrevs av Ando in Iwatsuki 1979. Pylaisiella kunisawae ingår i släktet Pylaisiella och familjen Hypnaceae. Inga underarter finns listade i Catalogue of Life.